# Diomedon
Diomedon (altgriechisch Διομέδων Diomédōn; * um 450 v. Chr.; † 406 v. Chr.) war ein Politiker und Feldherr im klassischen Athen zur Zeit des Peloponnesischen Krieges (431–404 v. Chr.). Er stand der demokratischen Partei nahe und galt als besonders gottesfürchtig.
Der Geschichtsschreiber Thukydides erwähnt Diomedon zuerst im Jahr 412 v. Chr., als er im Rang eines Strategen mit 16 Schiffen nach Ionien entsandt wurde, um nach dem Abfall der Insel Chios die übrigen Besitzungen Athens zu halten. Zunächst gelang ihm dies bei der Stadt Teos.
Nachdem die Chier wenig später auf die Insel Lesbos übergriffen, gelang es Diomedon zusammen mit seinem Kollegen Leon, die Flotte der verbündeten Chier und Spartaner durch einen Überraschungsangriff im Hafen zu besiegen und die bereits abgefallenen Hauptorte Mytilene und Methymna für Athen zurückzugewinnen. Anschließend wandten sie sich gegen Chios selbst, verheerten die Insel und belagerten die Stadt.
Im folgenden Winter wurden Diomedon und Leon zur Insel Samos vor der kleinasiatischen Küste entsandt, die inzwischen zum Hauptquartier der athenischen Flotte geworden war. Von dort unternahmen sie eine Fahrt gegen das ebenfalls abtrünnige Rhodos, dessen ausrückende Flotte sie in einer Schlacht besiegten.
Nachdem 411 v. Chr. in Athen der oligarchische Rat der Vierhundert die Macht übernommen hatte, blieben Heer und Flotte in Samos ein Hort des demokratischen Widerstands gegen das neue Regime. Unter Führung der demokratisch gesinnten Strategen, zu denen neben Diomedon und Leon auch Thrasybulos und Thrasyllos gehörten, gelang es den athenischen Soldaten und Ruderern auf der Insel, den kurzfristig erfolgreichen Umsturz der Oligarchen wieder rückgängig zu machen. Der Widerstand der Flotte in Samos bewirkte wenig später auch in Athen die Rückkehr zur Demokratie.
Ende 411 war Diomedon vermutlich unter den Teilnehmern der Schlacht von Kynossema, auch wenn sein Name im Gegensatz zu Thrasybul und Thrasyllos über mehrere Jahre nicht erwähnt wird. Unter dem Oberkommando des Alkibiades scheint er allenfalls eine untergeordnete Rolle gespielt zu haben, aber nach dessen Absetzung infolge der verlorenen Schlacht von Notion (407 v. Chr.) wurden Diomedon und Leon für das Jahr 406 erneut zu Strategen gewählt.
Nachdem Leon im Sommer desselben Jahres vor Lesbos fiel und die restliche Flotte unter der Führung des Feldherrn Konon im Hafen von Mytilene eingeschlossen wurde, unternahm Diomedon einen Versuch, mit zwölf Schiffen Entsatz zu bringen, scheiterte jedoch unter schweren Verlusten.
Anschließend war Diomedon in der Schlacht bei den Arginusen einer der Kommandanten in vorderster Linie, wo er an der Seite des Oberkommandierenden Aristokrates das linke Zentrum befehligte und den spartanischen Seeherrn Kallikratidas besiegte. Nach siegreicher Schlacht setzte er sich im Feldherrenrat für die vordringliche Rettung der Schiffbrüchigen ein, konnte sich jedoch nur teilweise durchsetzen, da der größere Teil der Flotte für die Verfolgung der flüchtigen Feinde und den Entsatz der Eingeschlossenen in Mytilene abgestellt wurde.
Nach der Rückkehr nach Athen wurde Diomedon daraufhin im Arginusenprozess wegen Unterlassung angeklagt und trotz der gewandten Verteidigungsrede seines Freundes Euryptolemos gemeinsam mit seinen Feldherrnkollegen zum Tode verurteilt. Vor der Hinrichtung mahnte Diomedon die Athener, seine vor der Schlacht abgelegten Gelübde an die Götter an seiner statt zu erfüllen, da er dazu nun selber nicht mehr in der Lage sei.